# Cobus Industries
COBUS — німецький виробник перон автобусів, що діє з 1978 року.

## Модельний ряд
Модельний ряд включає в себе автобуси eCobus, COBUS 3000, COBUS 2700, COBUS 2700s, COBUS 2500 і COBUS 2400. Найменший з них за габаритами — COBUS 2400. Його довжина становить 8,7 м, ширина — 2,4 м, висота — 3,1 м, колісна база — 5,3 м. На дану модель ставили двигуни виробництва Mercedes-Benz спільно з трансмісією Allison АТ542. Місткість — 84 пасажири (45 без ручної поклажі, 39 з ручною поклажею).
Найбільша великогабаритна модель — COBUS 3000. Довжина даної моделі складає 13,8 м, ширина — 3 м, висота — 3,1 м, колісна база — 7,1 м. На неї ставили двигун Cummins BG-230 с турбонаддувом, модель трансмісії — Allison B300. Місткість — 130 пасажирів.